# Adolf Bernhardi
Adolf Bernhardi (* 30. März 1808 in Königsberg; † 25. Dezember 1883 in Tilsit) war ein Apotheker, Stadtrat und Reichstagsabgeordneter.
Bernhardi erhielt seine Schulbildung auf dem altstädtischen Gymnasium zu Königsberg in Preußen und studierte 1831 bis 1832 Pharmazie auf der Universität in Berlin. 1848 übernahm er die Falken-Apotheke in Tilsit und war dort von 1846 bis 1850 Stadtverordneten-Vorsteher. Von 1856 bis 1870 war er Mitglied des Provinziallandtags der Provinz Preußen. 1858 wurde er zum ersten Male zum Stadtrat gewählt, aber von der Königlichen Regierung nicht bestätigt, welche Wahl und Nichtbestätigung sich noch dreimal wiederholte, bis er endlich unter der neuen Ära bestätigt wurde. 1866 wurde er wieder zweimal einstimmig gewählt und beide Male nicht bestätigt, worauf er 1867 nach neuer Wahl wieder bestätigt wurde.
Zwischen 1870 und 1879 war er Mitglied des Preußischen Abgeordnetenhauses und zwischen 1874 und 1878 des Deutschen Reichstags jeweils für den Reichstagswahlkreis Regierungsbezirk Gumbinnen 1 und die Fortschrittspartei.